# Marie Émile Fayolle
Marie Émile Fayolle, francoski maršal, * 1858, † 1928.